# Hidalgo (Festival)

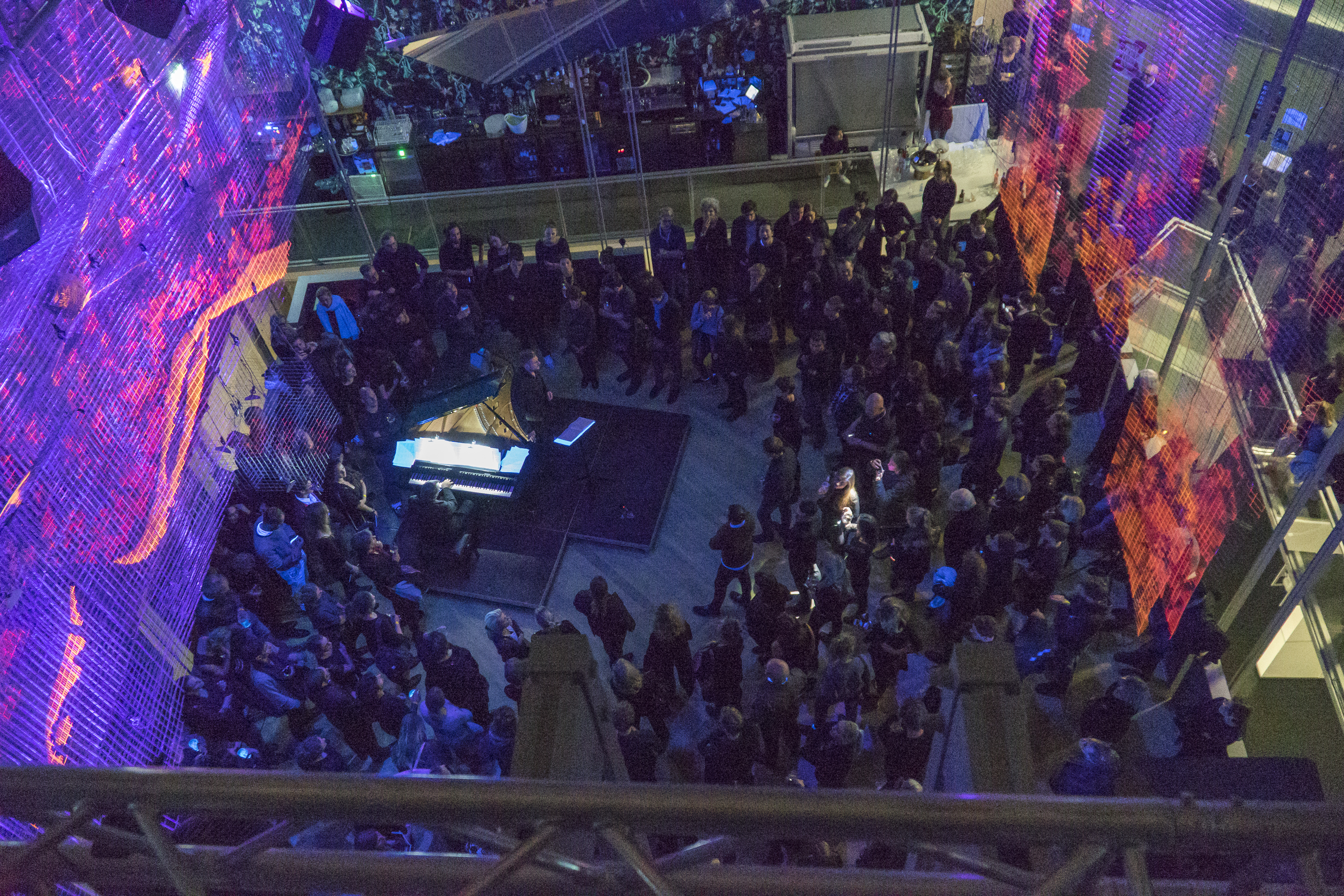
Die Raum-Klang-Installation Orplid

Das HIDALGO Festival für junge Klassik ist ein jährliches Festival für klassische Musik in München, das erstmals 2018 stattfand. Es ist nach dem Lied „Der Hidalgo“ von Robert Schumann benannt.

## Programm
Das Hidalgo Festival für junge Klassik findet in München seit 2018 jährlich im Spätsommer und Herbst statt. In den Veranstaltungen werden mit dem programmatischen Schwerpunkt auf Kunstlied und Vokalmusik spartenübergreifende Eigenproduktionen und internationale Künstler gezeigt. Bei dem Format Street Art Song treten jedes Jahr an einem Tag bis zu 40 Sänger und Pianisten in rund 100 Mini-Konzerten in ganz München auf.

### Künstlerischer Ansatz
In seinen Produktionen verbindet der HIDALGO klassische Musik unter anderem mit Sound- und Videoinstallationen, bildender und digitaler Kunst, Performance, Schauspiel, Tanz, Sport, Slam-Poetry, Straßenmusik, Kammermusik und elektronischer Tanzmusik. In interdisziplinärer Arbeit entstehen spartenübergreifende Inszenierungen, Installationen und Musiktheater.
Der musikalische Schwerpunkt liegt auf Kunstlied und Vokalmusik. Gespielt werden Lieder und Zyklen aus der klassischen und der romantischen Epoche (z. B. von Ludwig van Beethoven, Franz Schubert, Robert Schumann und Hugo Wolf) und aus der Klassischen Moderne (z. B. von Benjamin Britten, Hanns Eisler, Dmitri Schostakowitsch und Igor Strawinsky) sowie Neukompositionen.
Selten werden die Installationen in normalen Konzertsälen aufgeführt. Bisherige Aufführungsorte waren unter anderem Clubs, Jagdmuseen, Skulpturensammlungen, Barber Shops, Boulderhallen, Boxstudios, Betonwerke, Hotel-Lobbys und Parkhäuser.

### Rezeption
Laut dem Klassik-Magazin Crescendo zählt das Festival „zu den spannendsten jungen und innovativen Klassikfestivals mit Schwerpunkt Lied weltweit“. Eine Jury der Landeshauptstadt München hob 2019 „die innovative und zeitgeistige Programm- und Ortsgestaltung“ hervor. Die Jury der Kulturstiftung des Bundes fasste 2020 den Ansatz folgend zusammen: „Grenzen zwischen Genres und Kunstgattungen werden aufgehoben, Hochkultur trifft auf Nische.“ 2020 wurde das Festival mit dem „Kulturstern des Jahres“ der Abendzeitung in der Sparte „Klassik“ ausgezeichnet.

### Gastspiele und Kooperationen
Seine beim Festival entstandenen Produktionen führt der HIDALGO in Gastspielen auf und entwickelt künstlerische Projekte über das Festival hinaus. Der Hidalgo Box-Salon, ein Musiktheater mit Lied und Boxsportlern, wurde nach der Premiere 2020 in München zum ID Festival Berlin, zur Reihe Kammermusik Plus der Stadt Lahr sowie zum Mozartfest Augsburg eingeladen. 2019 war die Produktion Fernste Geliebte in einer Kooperation mit dem Künstler-Kollektiv trugschluss entstanden. Mit der Initiative SHIUR International setzte der HIDALGO 2021 die Video-Produktion Munich Havdalah im Rahmen des Festjahrs 1700 Jahre Jüdisches Leben in Deutschland um. Für die Pinakothek der Moderne und das Kunstareal München produzierte der HIDALGO 2022 eine vierteilige Installation zum Thema Freiheit.

## Besetzung

### Künstler (Auswahl)
Beim HIDALGO treten vorrangig junge Künstler auf, die bereits erfolgreich den Sprung auf große Bühnen geschafft haben oder kurz davor stehen.
- Arcis Saxophon Quartett (Ensemble)
- Wigald Boning (Speaker)
- Felicia Brembeck (Poetry Slam)
- Andreas Burkhart (Bariton)
- Anna-Doris Capitelli (Mezzosopran)
- Kathrin Christians (Speaker)
- Ketevan Chuntishvili (Sopran)
- Konstantin Dupelius (Piano)
- Carolina Eyck (Theremin)
- Alexandra Flood (Sopran)
- Toni Ming Geiger (Piano)
- Daniel Gerzenberg (Piano)
- Klara Hornig (Piano)
- Johannes Kammler (Bariton)
- Rie Kibayashi (Piano)
- Mirjam Mesak (Sopran)
- Ludwig Mittelhammer (Bariton)
- Idunnu Münch (Mezzosopran)
- Tohru Nakamura (Speaker)
- Johanna Pichlmair (Konzertmeisterin)
- Andromahi Raptis (Sopran)
- Martine-Nicole Rojina (Klangkunst)
- Corinna Scheurle (Mezzosopran)
- Eric Schneider (Piano)
- Anna Schöttl (Bühnenbild)
- Jan Philip Schulze (Piano)
- Hagar Sharvit (Mezzosopran)
- Andreas Skouras (Piano)
- Francesco Vecchione (Choreografie)
- Sandra Da Vina (Poetry Slam)
- Manuel Walser (Bariton)
- Jonathan Ware (Piano)
- Matthias Winckhler (Bariton)
- Oğulcan Yilmaz (Bass)

### HIDALGO Kollektiv
Das HIDALGO Kollektiv entwickelt unter der Leitung des Regisseurs Tom Wilmersdörffer künstlerische Ideen und Produktionen für das eigene Festival und für andere Festivals, Museen, Konzert- und Theaterhäuser. Feste Mitglieder der spartenübergreifend arbeitenden Künstler-Gruppe sind neben Wilmersdörffer die Komponistin Friederike Bernhardt, der Digitalkünstler Paul Bießmann, der Pianist und Konzertdesigner Toni Ming Geiger, die Cellistin und Konzertdramaturgin Anne Sophie Keckeis sowie der Komponist Christopher Verworner, Projektleiterin ist die Kulturmanagerin Elisabeth Pilhofer.

### HIDALGO Festivalorchester
Seit 2019 konzertiert im Rahmen des Festivals unter der Leitung der Dirigentin Johanna Malangré das von ihr gegründete HIDALGO Festivalorchester, das sich unter anderem aus Mitgliedern und Akademisten der Münchner Philharmoniker, des Bayerischen Staatsorchesters und des Symphonieorchesters des Bayerischen Rundfunks zusammensetzt. Der Repertoire-Schwerpunkt liegt auf der Klassischen Moderne, aufgeführt an Orten wie Elektro-Clubs, Boulderhallen oder Industriehallen. Das Publikum wird bei Aufführungen nah an oder sogar zwischen das Orchester gesetzt.

## Organisation

### Leitung
Der HIDALGO wird von dem Journalisten Philipp Nowotny und dem Regisseur Tom Wilmersdörffer geleitet. Wilmersdörffer, auf dessen Idee das Festival zurückgeht, ist Künstlerischer Leiter. Musikalischer Direktor ist der Komponist und Dirigent Gregor A. Mayrhofer. Dramaturgische Direktorin ist die Cellistin und Konzertdramaturgin Anne Keckeis. Die Kulturmanagerin Julia Wimmer leitet den Spiel- und Produktionsbetrieb. Technischer Direktor ist der Beleuchtungsmeister Lukas Kaschube, Logistischer Direktor ist der Ingenieur Christian Buchberger.

### Team und Träger
Hinter dem Festival und den weiteren Produktionen des HIDALGO steht ein größtenteils ehrenamtliches Team – zu Spitzenzeiten während des jährlichen Festivals sind rund 150 Personen beteiligt. Träger ist die 2019 gegründete, gemeinnützige HIDALGO gGmbH unter den Co-Geschäftsführern Philipp Nowotny und Tom Wilmersdörffer. Schirmherr ist der Bariton und Kammersänger Christian Gerhaher. Im beratenden Kuratorium sitzen Michael Göring, Ingeborg Henzler, Astrid Kahmke, Johannes Kreile, Christoph Palmer, Guido Redlich, Henning Ruhe, Laura Schieferle, Thorsten Schmidt und Max Wagner. Die Fördermitglieder des 2016 gegründeten Vereins Freundeskreis des HIDALGO e.V. unterstützen die Arbeit des HIDALGO.

### Förderer
Zu den Projektförderern des HIDALGO zählen öffentliche Einrichtungen wie die Kulturstiftung des Bundes, der Bundesverband Soziokultur, der Fonds Soziokultur, der Freistaat Bayern, der Bezirk Oberbayern, die Landeshauptstadt München und die Münchner Bezirksausschüsse, außerdem diverse Stiftungen wie die Alfred Toepfer Stiftung, die Kulturstiftung der Versicherungskammer Bayern, die Edith-Haberland-Wagner-Stiftung, die Kulturstiftung der Stadtsparkasse München, die Wüstenrot Stiftung und die Rudolf Augstein Stiftung.

## Auszeichnungen
- 2022: EFFE Label der European Festivals Association[18]
- 2021: EFFE Label der European Festivals Association[19]
- 2020: Kulturstern des Jahres der Abendzeitung[20]
- 2020: Förderung durch die Kulturstiftung des Bundes[21]
- 2019: Projektstipendium Junge Kunst / Neue Medien für Musik der Landeshauptstadt München (Tom Wilmersdörffer, Regie)